# Ramallah
Ramallah er en vigtig palæstinensisk by med ca. 57.000 indbyggere på Vestbredden og fungerer som hovedstad for administration og regeringen af det Palæstinensiske Selvstyre. Byen ligger 15 km nordvest for Jerusalem. Byen er kendt siden korstogene for at være bosat af kristne arabere, og der et stort kristent mindretal på stedet den dag i dag, især koptiske kristne, hvorfor byen har også mange kirker samt kristne gravsteder blandt de muslimske grave og moskeer. 
Palæstinas Bank og andre palæstinensiske virksomheder og erhverv har også hovedsæde her og Yasser Arafat hviler begravet her i et stort mausoleum, som kan besøges af turister. Typisk er de besøgende dog politiske aktivister, der kommer her for at hjælpe flygtningerne og
Ramallah var under jordansk styre fra Uafhængighedskrigen i 1948 til Seksdageskrigen i 1967. Efter denne krig blev byen erobret af israelske tropper, og Israel havde absolut styre over byen i 27 år. I 1994 blev byen overdraget til det palæstinensiske selvstyre som følge af Oslofredsprocessen. Byen blev erklæret "Territory A", hvilket vil sige området er under palæstinensisk kontrol. Byen blev midlertidig hjemsted og hovedstad for det palæstinensiske selvstyre, da Israel forbød styret at have hovedkvarter i Østjerusalem. Israel ser selvstyret som en del af en større terrororganisation, der ikke anerkender Israel som stat og opfordrer til had og terror mod Israel. I øjeblikket fungerer hovedkvarteret ikke normalt efter krigens hærgen.